# Jonathan Nordbotten
Jonathan Nordbotten (14 juli 1989) is een Noorse alpineskiër. Hij vertegenwoordigde zijn vaderland op de  Olympische Winterspelen 2018 in Pyeongchang.

## Carrière
Nordbotten maakte zijn wereldbekerdebuut in december 2011 in Beaver Creek. In januari 2012 scoorde de Noor in Schladming zijn eerste wereldbekerpunten. Op de wereldkampioenschappen alpineskiën 2015 in Beaver Creek wist hij niet te finishen op de slalom. In januari 2016 behaalde Nordbotten in Kitzbühel zijn eerste toptienklassering in een wereldbekerwedstrijd. In Sankt Moritz nam de Noor deel aan de wereldkampioenschappen alpineskiën 2017. Op dit toernooi eindigde hij als dertiende op de slalom. Tijdens de Olympische Winterspelen van 2018 in Pyeongchang viel hij uit op de slalom, samen met Nina Haver-Løseth, Kristin Lysdahl, Maren Skjøld, Sebastian Foss-Solevåg en Leif Kristian Nestvold-Haugen veroverde hij de bronzen medaille in de landenwedstrijd.

## Resultaten

### Olympische Winterspelen
| Jaar | Plaats      | Resultaten                   |
| ---- | ----------- | ---------------------------- |
| 2018 | Pyeongchang | DNF Slalom · Landenwedstrijd |

### Wereldkampioenschappen
| Jaar | Plaats       | Resultaten |
| ---- | ------------ | ---------- |
| 2015 | Beaver Creek | DNF Slalom |
| 2017 | Sankt Moritz | 13e Slalom |
| 2019 | Åre          | 23e Slalom |

### Wereldbeker
Eindklasseringen
| Seizoen   | Algm | SL  |
| --------- | ---- | --- |
| 2011/2012 | 126e | 47e |
| 2013/2014 | 102e | 37e |
| 2014/2015 | 102e | 33e |
| 2015/2016 | 72e  | 24e |
| 2016/2017 | 55e  | 17e |
| 2017/2018 | 46e  | 19e |
| 2018/2019 | 109e | 40e |
| 2019/2020 | 82e  | 28e |